# Hellmuth Stieff
Hellmuth Stieff, född 6 juni 1901 i Deutsch-Eylau, död 8 augusti 1944 i Berlin, var en tysk generalmajor. 
Stieff dömdes till döden för delaktighet i 20 juli-attentatet mot Adolf Hitler och avrättades genom hängning i Plötzenseefängelset i Berlin.